# NGC 3
Az NGC 3 egy lentikuláris galaxis a Halak csillagképben.

## Felfedezése
Az NGC 3 galaxist 1864. november 29-én fedezte fel Albert Marth.

## Tudományos adatok
A galaxis 3900 km/s sebességgel távolodik tőlünk.